# شليتاو
اشلتاو (بالألمانية: Schlettau) هي بلدة ألمانية تقع في ألمانيا في ساكسونيا. يقدر عدد سكانها بـ 2,705 نسمة .